# Apogon
Apogon är ett släkte av fiskar. Apogon ingår i familjen Apogonidae.

## Bildgalleri

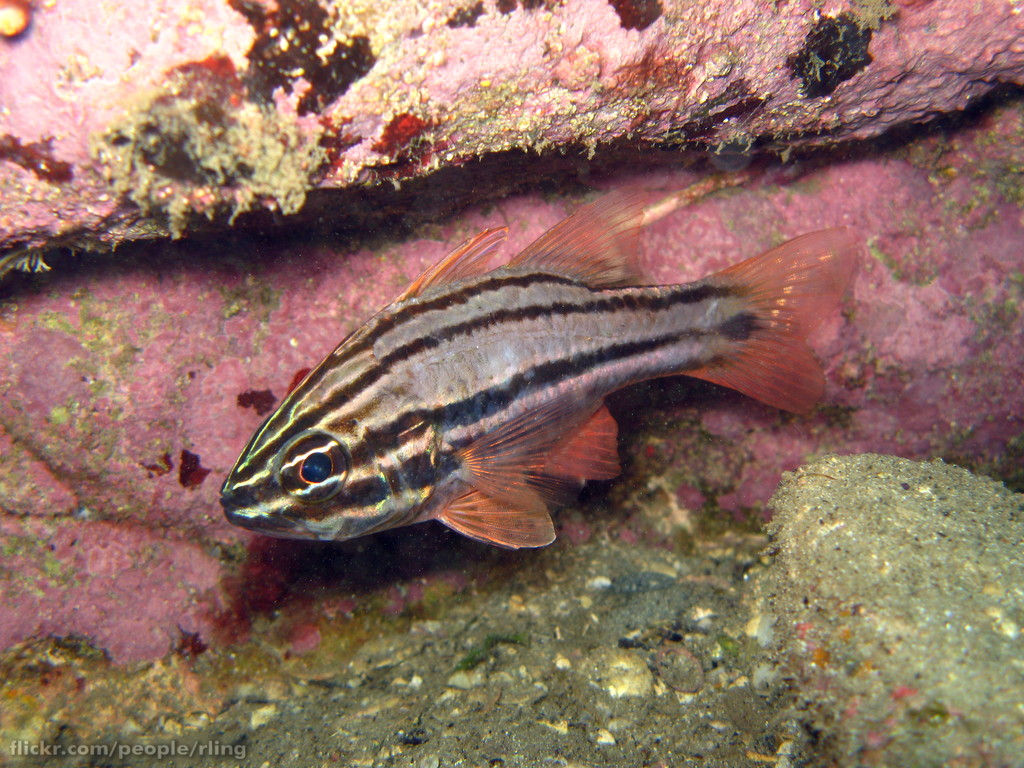
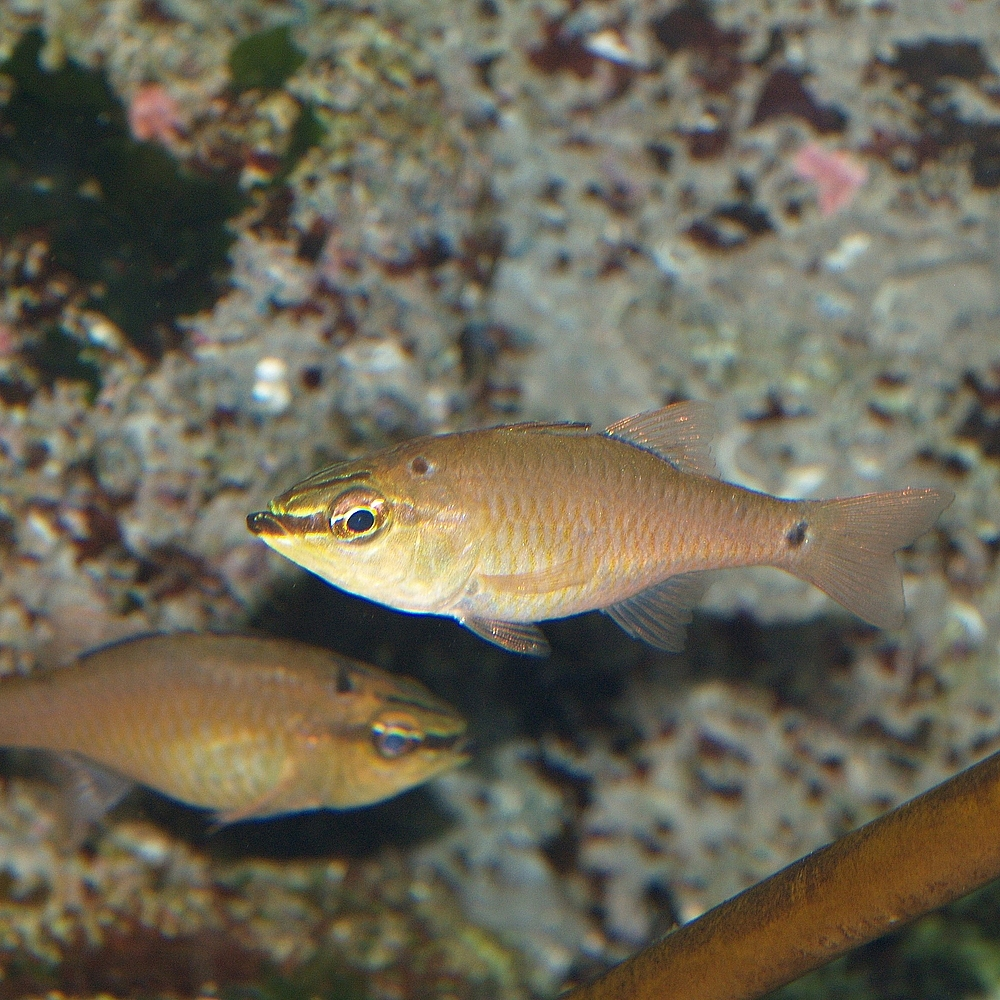
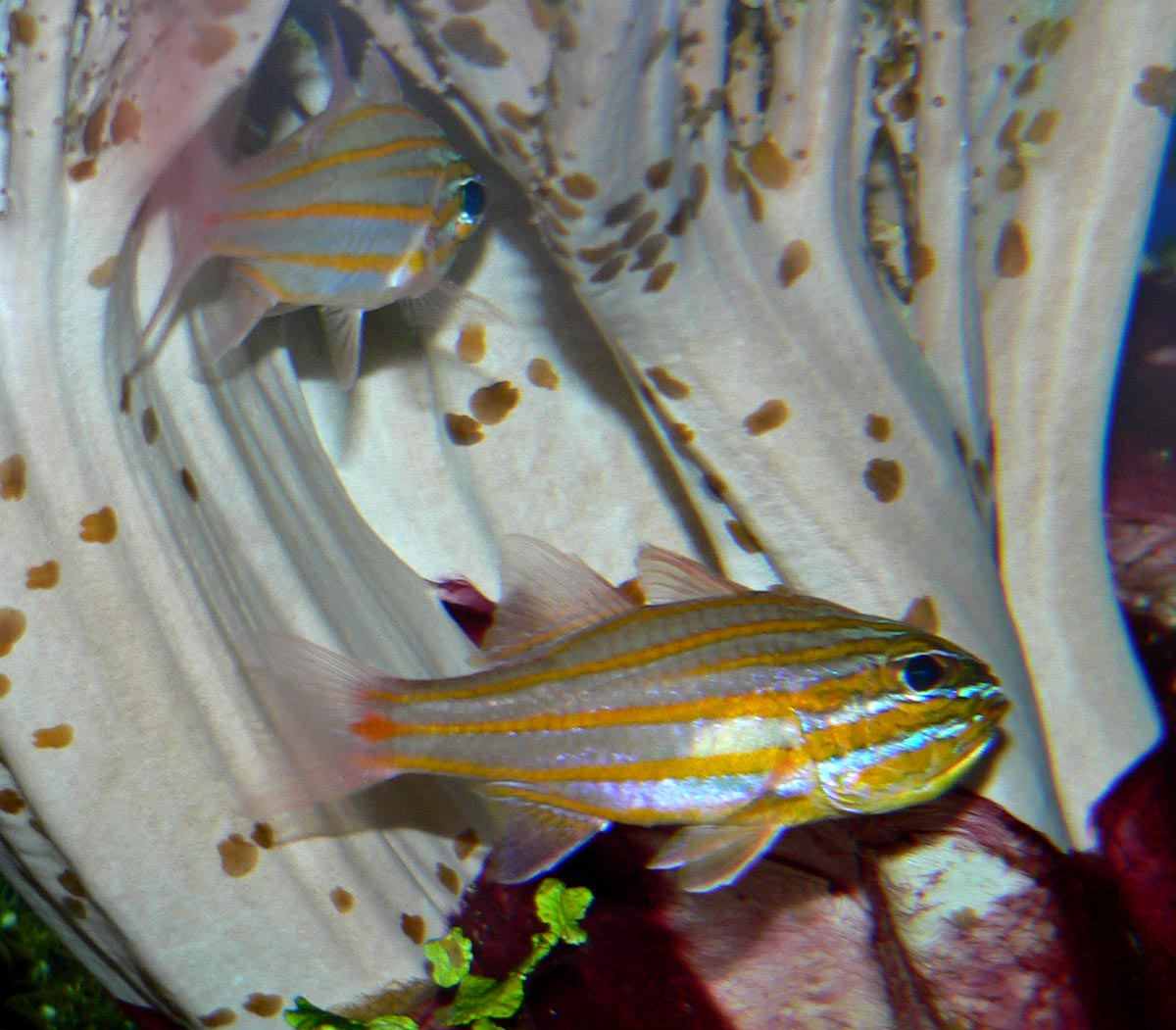
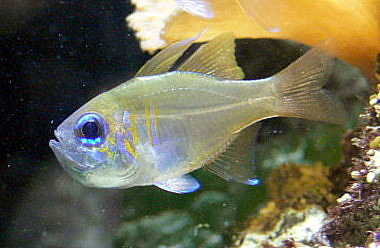
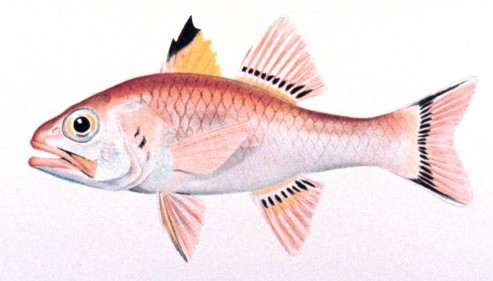
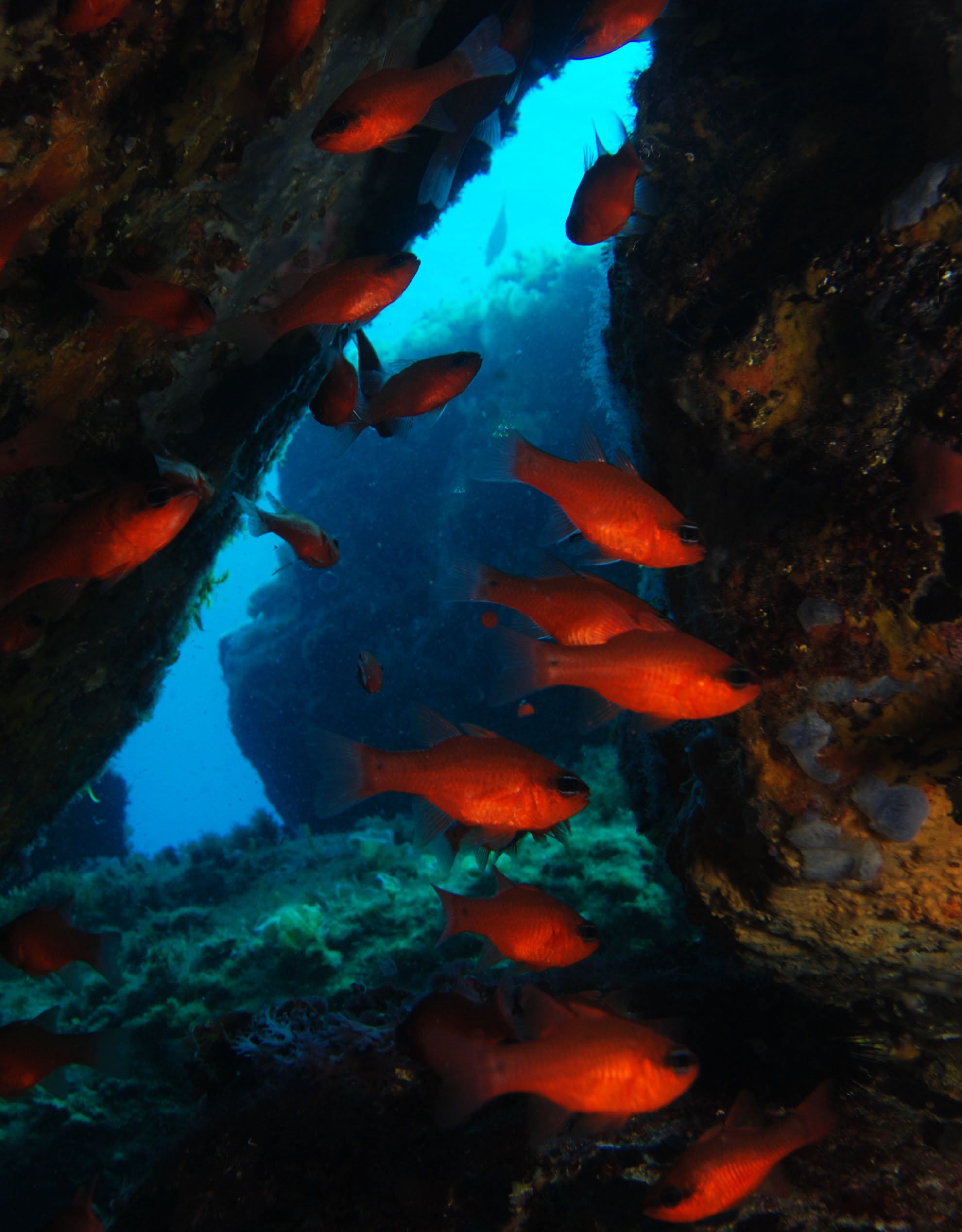

## Dottertaxa tillApogon, i alfabetisk ordning[1]
- Apogon abrogramma
- Apogon affinis
- Apogon albimaculosus
- Apogon albomarginatus
- Apogon amboinensis
- Apogon americanus
- Apogon angustatus
- Apogon apogonoides
- Apogon argyrogaster
- Apogon aroubiensis
- Apogon aterrimus
- Apogon atradorsatus
- Apogon atricaudus
- Apogon atrogaster
- Apogon aureus
- Apogon aurolineatus
- Apogon axillaris
- Apogon binotatus
- Apogon brevispinis
- Apogon bryx
- Apogon campbelli
- Apogon capricornis
- Apogon carinatus
- Apogon catalai
- Apogon cathetogramma
- Apogon caudicinctus
- Apogon cavitensis
- Apogon chalcius
- Apogon cheni
- Apogon chrysopomus
- Apogon chrysotaenia
- Apogon cladophilos
- Apogon coccineus
- Apogon compressus
- Apogon cookii
- Apogon crassiceps
- Apogon cyanosoma
- Apogon cyanotaenia
- Apogon dammermani
- Apogon deetsie
- Apogon dhofar
- Apogon dianthus
- Apogon dispar
- Apogon diversus
- Apogon doederleini
- Apogon doryssa
- Apogon dovii
- Apogon ellioti
- Apogon endekataenia
- Apogon erythrinus
- Apogon erythrosoma
- Apogon evermanni
- Apogon exostigma
- Apogon fasciatus
- Apogon flagelliferus
- Apogon flavus
- Apogon fleurieu
- Apogon fraenatus
- Apogon franssedai
- Apogon fukuii
- Apogon gouldi
- Apogon griffini
- Apogon guadalupensis
- Apogon guamensis
- Apogon gularis
- Apogon hartzfeldii
- Apogon hoevenii
- Apogon holotaenia
- Apogon hungi
- Apogon hyalosoma
- Apogon imberbis
- Apogon indicus
- Apogon ishigakiensis
- Apogon isus
- Apogon jenkinsi
- Apogon kallopterus
- Apogon kalosoma
- Apogon kautamea
- Apogon kiensis
- Apogon komodoensis
- Apogon lachneri
- Apogon lativittatus
- Apogon latus
- Apogon leptocaulus
- Apogon leptofasciatus
- Apogon leslie
- Apogon limenus
- Apogon lineatus
- Apogon lineomaculatus
- Apogon luteus
- Apogon maculatus
- Apogon maculiferus
- Apogon margaritophorus
- Apogon marquesensis
- Apogon melanoproctus
- Apogon melanopterus
- Apogon melanopus
- Apogon melas
- Apogon micromaculatus
- Apogon microspilos
- Apogon moluccensis
- Apogon monospilus
- Apogon mosavi
- Apogon multilineatus
- Apogon multitaeniatus
- Apogon mydrus
- Apogon nanus
- Apogon natalensis
- Apogon neotes
- Apogon nigripes
- Apogon nigrocincta
- Apogon nigrofasciatus
- Apogon nitidus
- Apogon norfolcensis
- Apogon notatus
- Apogon noumeae
- Apogon novaeguineae
- Apogon novemfasciatus
- Apogon ocellicaudus
- Apogon omanensis
- Apogon oxina
- Apogon oxygrammus
- Apogon pacificus
- Apogon pallidofasciatus
- Apogon parvulus
- Apogon phenax
- Apogon photogaster
- Apogon pillionatus
- Apogon planifrons
- Apogon pleuron
- Apogon poecilopterus
- Apogon posterofasciatus
- Apogon properuptus
- Apogon pselion
- Apogon pseudomaculatus
- Apogon quadrifasciatus
- Apogon quadrisquamatus
- Apogon quartus
- Apogon queketti
- Apogon quinquestriatus
- Apogon radcliffei
- Apogon regula
- Apogon relativus
- Apogon retrosella
- Apogon rhodopterus
- Apogon robbyi
- Apogon robinsi
- Apogon rubellus
- Apogon rubrifuscus
- Apogon rubrimacula
- Apogon rueppellii
- Apogon rufus
- Apogon sabahensis
- Apogon sangiensis
- Apogon schlegeli
- Apogon sealei
- Apogon selas
- Apogon semilineatus
- Apogon seminigracaudus
- Apogon semiornatus
- Apogon septemstriatus
- Apogon sinus
- Apogon smithi
- Apogon spilurus
- Apogon spongicolus
- Apogon striatodes
- Apogon striatus
- Apogon susanae
- Apogon taeniophorus
- Apogon taeniopterus
- Apogon talboti
- Apogon tchefouensis
- Apogon thermalis
- Apogon townsendi
- Apogon trimaculatus
- Apogon truncatus
- Apogon unicolor
- Apogon unitaeniatus
- Apogon urostigma
- Apogon wassinki
- Apogon ventrifasciatus
- Apogon victoriae
- Apogon wilsoni